# 屈出律
屈出律（？—1218年），《元史》作曲出律，《蒙古秘史》作古出鲁克，乃蠻王太陽汗之子，西辽末代皇帝。

## 生平

### 投奔西辽
屈出律是乃蠻太陽汗之子，1204年，成吉思汗攻滅乃蠻部，太陽汗戰死。屈出律投奔其叔父不亦鲁黑汗。不亦鲁黑汗死後，屈出律又聯合蔑儿乞首领脱黑脱阿對抗成吉思汗。1208年，屈出律和脱黑脱阿在也儿的石河（今额尔齐斯河）上游被成吉思汗击败，脱黑脱阿戰死。屈出律逃奔至别失八里（今新疆维吾尔自治区吉木萨尔县境内），又抵达苦叉（今新疆维吾尔自治区库车县），他的部队缺乏給養又没有粮食，一路上纷纷散去。屈出律隨後投奔西遼，侍奉於菊儿汗耶律直鲁古。《史集》记载屈出律觐见耶律直鲁古时化妆成一名马夫，这身装扮触怒了耶律直鲁古的大臣，但得到了耶律直鲁古正妻菊儿别速的女儿渾忽公主的賞識，三天後渾忽公主便嫁给了屈出律。

### 篡位
随着西遼国力的衰落，附庸国高昌回鹘、花剌子模和西喀喇汗国纷纷背叛西遼，屈出律便向耶律直鲁古建议自己返回叶密立（今新疆维吾尔自治区额敏县）、海押立（今哈萨克斯坦塔尔迪库尔干）、别失八里地区召集乃蠻舊部，帮助耶律直鲁古鎮壓叛乱。耶律直鲁古封屈出律为可汗，并赠送他很多禮物。屈出律收集失散的乃蠻人，组成军隊，劫掠七河地区。同时派使者聯絡花剌子模沙阿阿拉乌丁·摩诃末，雙方约定誰先奪取西遼就占有它的土地。屈出律先擊败了西遼的军隊，劫掠了耶律直鲁古位于乌兹根的府库，隨後又進攻西遼首都虎思斡耳朵（今吉尔吉斯斯坦托克玛克东南布拉纳），但在真兀赤被耶律直鲁古擊败。屈出律返回葉密立，圖謀再次進攻。
1210年，西遼國内發生西遼軍隊燒殺劫掠首都虎思斡耳朵的事件，由于宰相马合木·太处理不當，致使軍隊纷纷離散。屈出律得知此消息后，于次年秋率軍8千“像雲中的閃電一樣”襲擊了正在外出打獵的耶律直鲁古，奪取了皇位。屈出律惺惺作態，尊耶律直鲁古为太上皇，皇后为皇太后，早晚问候他们的衣食起居。1213年，耶律直鲁古在憤恨中死去。

### 征服喀什噶尔、和田
东喀喇汗国土库曼王穆罕默德三世起兵反抗西辽的统治，遭到耶律直鲁古的镇压，穆罕默德三世被俘。屈出律篡位后，释放了穆罕默德三世，将其送回喀什噶尔，但他不受当地贵族的欢迎，入城时被刺死于城门洞中。由于喀什噶尔不肯归附屈出律，屈出律每逢秋收时节派兵烧毁他们的庄稼。三、四年后，当地百姓因为饥荒不得已而归顺。在占领喀什噶尔后，屈出律下令在每家每户派驻一名士兵，这些士兵毫无军纪，到处烧杀抢掠。屈出律随后又派兵征服了和田。阿力麻里（今新疆维吾尔自治区霍城县一带）葛邏祿汗不札兒不肯服从屈出律，屈出律多次派军队征讨无果，最终趁不札兒出獵時將其擒殺。

### 宗教迫害
屈出律篡位后虽然没有更改西辽的国号和政治制度，但他一改前任西辽君主的宗教自由政策，转而实行宗教迫害。屈出律原本信奉景教，后在浑忽公主的劝说下改信佛教。他用强制手段强迫西辽当地的穆斯林和基督徒改信佛教，穿戴契丹人的服装，这引起了当地人民的强烈不满。屈出律征服和田后，下令召集当地的伊斯兰教阿訇讨论教义，教长阿訇阿剌丁·摩诃末极力维护伊斯兰教，屈出律命人将其严刑拷打，强迫他改教，摩诃末不从，被屈出律下令钉死于清真寺的大门上。

### 败亡
1218年，成吉思汗派哲别、曷思麦里率2萬蒙古軍攻打屈出律，屈出律闻讯带领随从从喀什噶尔逃跑。哲别进入喀什噶尔后宣布宗教自由，城中居民開始對屈出律展开报复，大肆屠杀屈出律的军队。屈出律逃至巴达克山（今阿富汗巴达赫尚省），在瓦罕河谷东部的达拉兹峡谷迷路。由于当地山路崎岖难行，哲别向当地猎户许诺以屈出律随身携带的财物为条件，抓捕屈出律。屈出律被俘获后交予哲别，哲别将屈出律斩首后，命曷思麦里拿着他的首级传示于喀什噶尔、押儿牵（今新疆维吾尔自治区莎车县）、斡端（今新疆维吾尔自治区和田市）等城，城中将领皆率部投降，西辽彻底被蒙古帝国所征服。

## 影视形象
2004年上映的长篇电视剧《成吉思汗》中，屈出律由阿拉法特·尼加提饰演。

## 延伸阅读
[在维基数据编辑]
 《新元史/卷118》，出自柯劭忞《新元史》